# Wimmenau
 Wimmenau (en alsacià Wimmenau) és un municipi francès, situat a la regió del Gran Est, al departament del Baix Rin. L'any 1999 tenia 1.050 habitants. Limita al nord-est amb Reipertswiller i Lichtenberg, al sud-est amb Ingwiller, al sud amb Sparsbach, al sud-oest amb Erckartswiller, a l'oest amb Wingen-sur-Moder i al nord-oest amb Goetzenbruck.
Forma part del cantó d'Ingwiller, del districte de Saverne i de la Comunitat de comunes de Hanau-La Petite Pierre.

## Demografia
| 1962 | 1968 | 1975 | 1982 | 1990  | 1999  |
| ---- | ---- | ---- | ---- | ----- | ----- |
| 826  | 860  | 864  | 900  | 1.012 | 1.050 |

## Administració
| Període | Identitat | Partit |
| ------- | --------- | ------ |
| 2001-   | Marc Ruch |        |